# ラテ兼営
ラテ兼営（ラテけんえい）とは、同一の者がラジオ放送を行う放送局とテレビジョン放送を行う放送局の両者を開設することである。またはその事業者、すなわち放送事業者をいう。
ラジオ放送とテレビ放送の双方を行うことをラテ兼営、ラジオ放送のみであればラジオ単営、テレビ放送のみであればテレビ単営という。ラジオ放送とテレビ放送の双方を行う放送局をラテ兼営局という。「ラテ兼営」の語は、放送行政を管轄する総務省の資料にも用いられている語である。

## 概要
日本では民間地上基幹放送事業者、すなわち、NHKと放送大学学園以外の地上基幹放送事業者は、マスメディア集中排除原則により原則として複数の地上基幹放送局の開設が認められていない。1つの放送局がラジオ放送局とテレビジョン放送局を兼ねる「ラテ兼営」はその例外である。具体的には、マスメディア集中排除原則の例外（放送法第93条第1項第4号の「放送対象地域その他の事項に照らして基幹放送による表現の自由ができるだけ多くの者によつて享有されることが妨げられないと認められる場合として総務省令で定める場合」）を規定していた基幹放送の業務に係る表現の自由享有基準に関する省令（平成23年6月29日総務省令第82号）第3条第1項第2号において
- コミュニティ放送を除くラジオ4局
- コミュニティ放送を除くラジオ4局とテレビ1局
- コミュニティ放送1局とテレビ1局

の範囲で兼営（放送持株会社傘下の子会社による運営を含む）が可能と規定されているものである。この取り扱いは、後継の省令である基幹放送の業務に係る特定役員及び支配関係の定義並びに表現の自由享有基準の特例に関する省令（平成27年総務省令第26号）にも引き継がれている（第8条第1項第2号〜第5号）。
これは、テレビジョン放送（以下、「TV」と略す）の開始当時、既に放送を行っていた中波放送（以下、「AM」と略す）事業者の参入や支援によりテレビ放送の普及発展を図ろうとしたという歴史的経緯に起因するものであり、一方で1969年に超短波放送ラジオ（以下、「FM」と略す）が開始されたときは、その普及に当たって配慮が不要だったため、元々はFMとTVとの兼営は認められていなかった。実際、テレビ単営局のFM放送免許を取ろうとした例が幾つか存在したが、何れも郵政省に取り下げられている。このような経緯もあり、ラテ兼営は「AMとTV」の組み合わせがほとんどであり、加えて民放AMラジオでは単営事業者よりTVとの兼営事業者の割合が高く、2019年3月時点で全国の民間AMラジオ事業者47社のうち、約3分の2に当たる31社がTVとの兼営事業者である。

## 事業者一覧
特記事項のある社の放送対象地域はテレビ。

### 同一法人により運営されるもの
狭義の「ラテ兼営」であり、2021年4月1日現在の31社。全てAM局とTV局の兼営。
| 放送対象地域   | 名称                | 放送系列 | 放送系列     | 備考                                                      |
| 放送対象地域   | 名称                | ラジオ   | テレビ       | 備考                                                      |
| -------------- | ------------------- | -------- | ------------ | --------------------------------------------------------- |
| 北海道         | 北海道放送（HBC）   | JRN・NRN | JNN          |                                                           |
| 青森県         | 青森放送（RAB）     | JRN・NRN | NNN/NNS      |                                                           |
| 岩手県         | IBC岩手放送         | JRN・NRN | JNN          |                                                           |
| 秋田県         | 秋田放送（ABS）     | JRN・NRN | NNN/NNS      |                                                           |
| 山形県         | 山形放送（YBC）     | JRN・NRN | NNN/NNS      |                                                           |
| 宮城県         | 東北放送（TBC）     | JRN・NRN | JNN          |                                                           |
| 山梨県         | 山梨放送（YBS）     | JRN・NRN | NNN/NNS      |                                                           |
| 静岡県         | 静岡放送（SBS）     | JRN・NRN | JNN          |                                                           |
| 長野県         | 信越放送（SBC）     | JRN・NRN | JNN          |                                                           |
| 新潟県         | 新潟放送（BSN）     | JRN・NRN | JNN          |                                                           |
| 富山県         | 北日本放送（KNB）   | JRN・NRN | NNN/NNS      |                                                           |
| 石川県         | 北陸放送（MRO）     | JRN・NRN | JNN          |                                                           |
| 福井県         | 福井放送（FBC）     | JRN・NRN | NNN/NNS・ANN |                                                           |
| 岐阜県         | 岐阜放送（GBS）     | 独立AM局 | 独立協       |                                                           |
| 京都府         | 京都放送（KBS）     | NRN      | 独立協       | ラジオ放送は放送対象地域に滋賀県を含む（KBS滋賀）。       |
| 徳島県         | 四国放送（JRT）     | JRN・NRN | NNN/NNS      |                                                           |
| 高知県         | 高知放送（RKC）     | JRN・NRN | NNN/NNS      |                                                           |
| 愛媛県         | 南海放送（RNB）     | JRN・NRN | NNN/NNS      |                                                           |
| 香川県・岡山県 | 西日本放送（RNC）   | JRN・NRN | NNN/NNS      | ラジオ放送の放送対象地域は香川県のみ。                    |
| 香川県・岡山県 | RSK山陽放送         | JRN・NRN | JNN          | ラジオ放送の放送対象地域は岡山県のみ。                    |
| 鳥取県・島根県 | 山陰放送（BSS）     | JRN・NRN | JNN          | ラジオ放送の親局は米子、テレビ放送の親局は松江。          |
| 広島県         | 中国放送（RCC）     | JRN・NRN | JNN          |                                                           |
| 山口県         | 山口放送（KRY）     | JRN・NRN | NNN/NNS      |                                                           |
| 福岡県         | RKB毎日放送         | JRN      | JNN          |                                                           |
| 福岡県         | 九州朝日放送（KBC） | NRN      | ANN          |                                                           |
| 長崎県         | 長崎放送（NBC）     | JRN・NRN | JNN          | ラジオ放送は放送対象地域に佐賀県を含む（NBCラジオ佐賀）。 |
| 熊本県         | 熊本放送（RKK）     | JRN・NRN | JNN          |                                                           |
| 大分県         | 大分放送（OBS）     | JRN・NRN | JNN          |                                                           |
| 宮崎県         | 宮崎放送（MRT）     | JRN・NRN | JNN          |                                                           |
| 鹿児島県       | 南日本放送（MBC）   | JRN・NRN | JNN          |                                                           |
| 沖縄県         | 琉球放送（RBC）     | JRN      | JNN          | ラジオ放送は社内カンパニー制（RBCiラジオ）。              |

### 同一の認定放送持株会社傘下で運営されているもの
| 放送対象地域 | 放送持株会社                     | テレビ放送 （放送系列）      | ラジオ放送 （放送系列）               | 備考 |
| ------------ | -------------------------------- | ---------------------------- | ------------------------------------- | --- |
| 関東広域圏   | 日本テレビホールディングス       | 日本テレビ放送網 （NNN/NNS） | アール・エフ・ラジオ日本 （独立AM局） | 1994年に旧：日本テレビ放送網がアール・エフ・ラジオ日本を連結子会社化し、さらに2012年10月1日にテレビ部門を分社化（分割準備会社への事業譲渡）して放送持株会社に移行し「日本テレビホールディングス」に商号変更。ラジオの放送対象地域は神奈川県のみ。                   |
| 関東広域圏   | TBSホールディングス              | TBSテレビ （JNN）            | TBSラジオ （JRN）                     | 旧：東京放送が2001年10月1日にラジオ部門を分社化（番組製作会社への事業譲渡）し、さらに2009年4月1日にテレビ部門を分社化（番組製作会社への事業譲渡）して放送持株会社に移行し「東京放送ホールディングス」に商号変更（2020年10月1日「TBSホールディングス」に商号変更）。 |
| 関東広域圏   | フジ・メディア・ホールディングス | フジテレビジョン （FNN/FNS） | ニッポン放送 （NRN）                  | ニッポン放送の経営権問題参照。 |
| 中京広域圏   | 中部日本放送                     | CBCテレビ （JNN）            | CBCラジオ （JRN）                     | 中部日本放送が2013年4月1日にラジオ部門を分社化（番組製作会社への事業譲渡）し、2014年4月1日にテレビ部門を分社化（分割準備会社への事業譲渡）して放送持株会社に移行。                                                                                                  |
| 近畿広域圏   | 朝日放送グループホールディングス | 朝日放送テレビ （ANN）       | 朝日放送ラジオ （JRN・NRN）           | 旧：朝日放送が2018年4月1日にラジオ部門とテレビ部門を同時に分社化（いずれも分割準備会社への事業譲渡）して放送持株会社に移行し「朝日放送グループホールディングス」に商号変更。                                                                                        |
| 近畿広域圏   | MBSメディアホールディングス      | 毎日放送 （JNN）             | MBSラジオ （JRN・NRN）                | MBSメディアホールディングス傘下の毎日放送が2021年4月1日にラジオ部門を分社化（分割準備会社への事業譲渡）し、テレビ単営局に移行。 |

### 同一放送対象地域内で支配関係が生じているもの
同一放送対象地域内で一方の基幹放送事業者が他の基幹放送事業者の株式を10%以上保有しているもの。
| 放送対象地域   | 保有元（親会社） （放送系列） | 保有先（子会社） （放送系列）             | 比率   | 備考 |
| -------------- | ----------------------------- | ----------------------------------------- | ------ | --- |
| 北海道         | 札幌テレビ放送 （NNN/NNS）    | STVラジオ （NRN）                         | 100%   | 2005年10月1日に札幌テレビ放送がラジオ部門を分社化。TVの後にAMを開局した唯一の元兼営局でもある。 |
| 北海道         | 北海道テレビ放送 （ANN）      | エフエム北海道 （JFN）                    | 14%    | 設立時には北海道文化放送（FNN/FNS）も関与。 |
| 岩手県         | テレビ岩手 （NNN/NNS）        | エフエム岩手 （JFN）                      | 10.6%  | 2007年にエフエム岩手がテレビ岩手社屋に本社を移転。 |
| 栃木県         | とちぎテレビ （独立協）       | 栃木放送 （NRN）                          | 88.2%  | 2012年3月22日にとちぎテレビが栃木放送を子会社化（設立は栃木放送が先発、同社沿革も参照）。 |
| 東京都         | エフエム東京 （JFN）          | 東京メトロポリタンテレビジョン （独立協） | 20.33% | 1997年にエフエム東京が東京メトロポリタンテレビジョンの再建を支援。 |
| 山梨県         | テレビ山梨 （JNN）            | エフエム富士 （独立FM局）                 | 42.29% | |
| 中京広域圏     | 東海ラジオ放送 （NRN）        | 東海テレビ放送 （FNN/FNS）                | 49.8%  | 1958年に東海ラジオ放送の前身2局（ラジオ東海と近畿東海放送・翌年合併）の合弁として東海テレビ放送が開局。その経緯から、1961年より東海ラジオ放送が東海テレビ放送と社屋を共用している（2004年の新社屋移転後も継続）。 |
| 香川県・岡山県 | 瀬戸内海放送 （ANN）          | エフエム香川 （JFN）                      | 92.9%  | エフエム香川の放送対象地域は香川県のみ。2021年に、エフエム香川が瀬戸内海放送社屋に本社を移転。 |

### 備考
- 2009年にテレビ東京（TXN）はエフエムインターウェーブ（InterFM897）（MegaNet→2020年にJFNに特別加盟） を子会社としたが、2012年までに全株式を木下グループホールディングスに売却、2020年にジャパンエフエムネットワークに売却された。社屋は2024年3月まではテレビ東京天王洲スタジオに入居していたが、現在は半蔵門のFMセンターに移転している。なお、かつて存在した同社の名古屋支社（後のRadio NEO〈MegaNet〉）は、テレビ東京傘下を離れた2014年に開局している。
- 1995年10月1日に開局した琉球朝日放送（ANN）は本社が先発ラテ兼営局の琉球放送（テレビ：JNN、ラジオ：JRN）と同じ建物に入っており、報道取材[注釈 4]・番組制作・営業・アナウンサーといった事業を直接運営しており、それ以外の一般業務は琉球放送へ委託している。このため、両局は全くの別会社ではあるが、実質的に琉球放送（テレビ：JNN、ラジオ：JRN）による1局2波体制であり、琉球放送（テレビ：JNN、ラジオ：JRN）は琉球朝日放送（ANN）の第3位株主となっている[8]。
- ラジオ福島（JRN・NRN）は1957年10月22日にTV予備免許が交付されていたが、役員人選等の難航により翌1958年4月1日にテレビ予備免許が失効。以後はAM単営事業者となって現在に至る。
- ごく一部のケーブルテレビ放送事業者がコミュニティ放送（コミュニティFM）を直営で行っていることがあり、これらもラテ兼営として扱われている。[要出典]

### 注記
1. ↑  告示基幹放送普及計画第1「基幹放送の計画的な普及及び健全な発達を図るための基本的事項」を参照。
2. ↑  エフエム岩手のスタジオは、テレビ岩手からFM兼営を見据えて設置したスタジオを譲り受けたものを使用している。
3. 1 2  2019年3月時点のラジオ単営事業者は、当初よりラジオ単営であるラジオ福島・LuckyFM茨城放送・栃木放送・文化放送・ニッポン放送・アール・エフ・ラジオ日本・東海ラジオ放送・ラジオ大阪・和歌山放送・ラジオ関西・ラジオ沖縄の11社と、親会社のテレビ局より分社し、法人格上ラジオ単営となったSTVラジオ・TBSラジオ・CBCラジオ・朝日放送ラジオの5社の計15社[3]。その後2021年4月にMBSラジオが法人格上ラジオ単営に移行しており、現在はラテ兼営が31社、ラジオ単営が16社となっている。
4. ↑  JNN協定の関係で直接運営してる。